# Nototriphora alba
Nototriphora alba is een slakkensoort uit de familie van de Triphoridae. De wetenschappelijke naam van de soort is voor het eerst geldig gepubliceerd in 1961 door Kosuge.